# 량쥔
량쥔(중국어 간체자: 梁军, 정체자: 梁軍, 병음: Liáng Jūn, 1930년 4월 ~ 2020년 1월 14일)은 중화인민공화국 최초의 여성 트랙터 운전사이다. 노동모범 칭호를 받았으며 제1·2·3대 전국인민대표대회 위원을 역임했다. 또한 제3차 런민비 시리즈의 1위안 지폐에 묘사되기도 했다.

## 생애 초반
1930년 4월에 헤이룽장성 쑤이화시 밍수이현에서 태어난 량쥔은 가족이 농민이었기 때문에 12세가 되었을 때에 부모에 의해 인근 집 주인에게 아이 신부로 팔려나갔다. 1945년에 제2차 세계 대전의 종전과 함께 헤이룽장성이 일본 제국의 괴뢰 국가였던 만주국으로부터 해방되자 량쥔은 독립하여 살기 시작했다.
중국사 전문가인 티나 마이 첸은 1996년에 량쥔을 인터뷰했는데 첸은 "량쥔은 교육을 받으면서 남자 학생과 다른 교사들의 생각에 도전하여 여자도 일을 할 수 있다는 것을 보여주겠다는 생각을 품었다."고 말한다. 국공 내전이 한창이던 1947년에 헤이룽장성이 중국공산당의 지배에 들어가면서 량쥔은 더두현(德都縣, 현재의 우다롄츠시)에 위치한 멍야 향촌 사범학교에서 일-학습 병행 프로그램을 시작하게 된다. 량쥔은 이 곳에서 노동자 윤리와 권력 있는 여성에 관한 책을 읽었고 제2차 세계 대전 시기에 나치 독일 군대에 맞서 싸우던 소련 여성에 관한 이야기를 소재로 한 영화, 여성 트랙터 운전자를 묘사한 전시회를 보았다. 량쥔은 트랙터 전문 운전 학교에서 고등 교육을 받으며 이 직업을 선택했다.
1948년에는 헤이룽장성 정부가 트랙터 운전 교육 과정을 시작했다. 멍야 학교에서는 학생들을 위한 세 곳의 장소를 제공받았는데 량쥔은 자신이 유일한 여성이라는 사실을 모르고 등록했다고 한다. 이 과정에는 총 70명의 학생이 있었다. 1949년에는 《동북일보》가 《우리의 여성 트랙터 운전사》라는 제목의 보고서를 발표했다. 1949년 10월에 중화인민공화국이 수립되면서 량쥔은 중국공산당에 정식 입당하게 된다.

## 경력

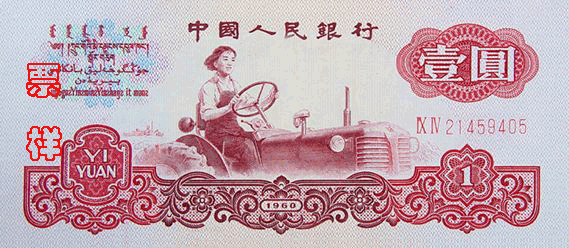
량쥔이 트랙터를 운전하는 모습이 그려진 중국 1위안 지폐 (1962년 발행)

첸은 량쥔의 헌신이 "노동자를 미화하는 사회주의 프로젝트에 부합한다."고 지적한다. 중화인민공화국의 부상 가운데 일부는 첸이 "특정 역할의 여성을 축하한다."고 말한 것과 관련이 있다.
량쥔은 중국 최초의 여성 트랙터 운전자로 널리 알려져 있지만 전적으로 그렇지는 않을 수도 있다. 중국 정부가 량쥔을 승진시키기 이전까지는 중국의 다른 지역에 거주하던 여성들이 트랙터 운전 훈련을 받았을 가능성이 있다. 중국에서는 다양한 역할을 하는 '최초의 여성' 세대를 만들어 노동모범(勞動模範) 개념을 장려했는데 여성 트랙터 운전자보다 더 승진한 직업은 없었다고 한다.
량쥔은 첫 여성이라는 이미지 때문에 중국 전역에서 민속 영웅이 되었고 평생을 기계 농업에 바쳤다고 전한다. 량쥔이 이름을 떨친 것은 여성이었던 그가 트랙터를 몰고 황무지를 개척하러 나갔다는 이야기와 관련이 있다. 량쥔의 이야기는 중국의 다른 여성 농민들에게 트랙터 운전사가 되는 데에 영감을 주었다. 량쥔은 1949년 12월에 열린 아시아 여성 회의에서 중국공산당 대표로 선출되었다. 1950년 6월 3일에는 중국에서 최초로 여성 12명으로만 구성된 트랙터 운전사 팀이 멍야 학교에서 공식적으로 창설되었는데 량쥔은 이 팀의 리더가 되었다. 1950년 8월에 발행된 잡지 《인민화보》 제2호 표지에는 트랙터를 운전하는 량쥔과 여자 조수의 컬러 초상화가 실려 있었다.
량쥔은 1950년 9월에 베이징에서 최초로 열린 전국 모범노동자 대표자회의인 전국 노농군인 모범노동자대표대회 대표 자격으로 가서 중앙위원회 주석이었던 마오쩌둥의 영접을 받았다. 량쥔은 마오쩌둥 주석에게 '멍야 학교'(萌芽學校) 4글자를 새겨줄 것을 요청했다. 량쥔은 1950년 10월 1일에 열린 중화인민공화국 국경절 1주년 기념일에서 톈안먼 문루에 올라 행사를 관람하도록 초대받았다. 1951년 10월에는 지방 정부로부터 베이징 농업 기계 대학에 입학하도록 추천받았다. 1952년 2월에는 량쥔 여자 트랙터팀이 치치하얼시 간난현에 위치한 차하양 농장으로 가져왔다. 량쥔은 1952년에 설립된 베이징 농업 기계화 학원 입학 시험에 합격하면서 학부로 진급했다. 량쥔은 헤이룽장성으로 돌아와 그곳에서 지방 정부를 위해 일하기 시작하여 농업 개발 프로그램을 이끌기 시작했다.
량쥔은 1957년에 중국 북부 황무지 개척을 위한 농업 강사 가운데 한 명이 되었으며 1960년까지 그 자리에 있었다. 그 외에 1959년에 하얼빈에 중국 최초의 트랙터 제조 공장이 문을 여는 데에도 관여했다. 1962년에는 량쥔이 트랙터를 운전하는 모습이 그려진 제3차 런민비 시리즈의 1위안 지폐가 발행되었다. 량쥔은 1954년부터 1966년까지 제1·2·3대 전국인민대표대회 위원으로 선출되었다. 량쥔은 1990년에 정년 퇴직할 때까지 헤이룽장성 정부 농업 부문에서 계속 일했다. 량쥔의 인생은 중국의 초등학교 교과서에 수록되었으며 중국에서는 그에 관한 영화가 제작되었다.
량쥔은 2020년 1월 14일에 하얼빈에서 향년 90세를 일기로 사망했다. 량쥔은 오랫동안 투병 생활을 해왔는데 아들은 량쥔이 "좋은 싸움"을 벌인 다음에 평화롭게 사망했다고 전했다. 량쥔은 사망하기 전까지 몇 년 동안에 걸쳐 여러 가지 질병을 앓고 있었으며 병상에 누워있었다.